# Nólsoyarfjørður

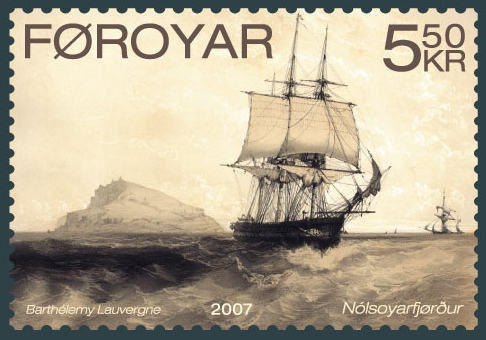
Okręt na Nólsoyarfjørður, w tle wyspa Nólsoy

Nólsoyarfjørður (duń. Nolsøfjord) jest cieśniną na Wyspach Owczych leżącą między wyspami Nólsoy i Streymoy. Znajdują się nad nią cztery osady: stolica archipelagu Thorshavn (12 393 mieszkańców), Hoyvík (3 133), Argir (1 907) i Nólsoy (252).
Cieśnina ciągnie się od przylądka Kirkubønes (Streymoy) i latarni morskiej Borðan (Nólsoy) do Hoyvik i przylądka Boðin. Od południa graniczy ze Skopunarfjørður, a od północy z Tangafjørður.
Choćby przez część Nólsoyarfjørður musi przepłynąć każdy prom zdążający na Wyspy Owcze, albowiem jedyna przystań łącząca archipelag z resztą świata znajduje się w jego stolicy. Prócz tego przez tę cieśninę przepływa Zorza Północy (far. Norðlýsið) wioząca turystów z Thorshavn do osady Nólsoy okrążając przy okazji całą wyspę, by pasażerowie mogli zobaczyć groty zamieszkane przez liczne ptactwo wodne.

## Literatura
- Marcin Jakubowski i Marek Loos, Wyspy Owcze, Szczecin 2003 ISBN 83-913526-3-3